# انهيار اقتصادي
الانهيار الاقتصادي أي من مجموعة واسعة من الظروف الاقتصادية السيئة، والتي تتراوح من كساد حاد وطويل الأمد مع معدلات إفلاس عالية وبطالة عالية، إلى انهيار في التجارة العادية بسبب التضخم المفرط، أو حتى ارتفاع حاد في معدل الوفيات وربما انخفاض في عدد السكان.